# Io tu noi tutti
Io tu noi tutti è l'11º album discografico di Lucio Battisti, pubblicato nel marzo del 1977 dall'etichetta discografica Numero Uno. Da esso venne estratto il singolo Amarsi un po'/Sì, viaggiare.

## Descrizione
L'album è stato inciso ad Hollywood dall'ottobre 1976 fino al 31 gennaio 1977.

## Accoglienza
| Recensione | Giudizio |
| ---------- | -------- |
| Ondarock   | 6 / 10   |

Io tu noi tutti fu il secondo album più venduto in Italia nel 1977, raggiungendo come picco nella classifica settimanale il primo posto e rimanendoci per quattordici settimane consecutive.

## Tracce
Lato A
Testi di Mogol, musiche di Lucio Battisti; edizioni musicali Acqua Azzurra.
1. Amarsi un po' – 5:06
2. L'interprete di un film – 4:28
3. Soli – 4:19
4. Ami ancora Elisa – 6:42

Lato B
Testi di Mogol, musiche di Lucio Battisti; edizioni musicali Acqua Azzurra.
1. Sì, viaggiare – 6:09
2. Questione di cellule – 4:18
3. Ho un anno di più – 5:05
4. Neanche un minuto di "non amore" – 5:22

## Formazione
- Lucio Battisti – voce, chitarra
- Dennis Budimir, Ray Parker Jr., Danny Ferguson – chitarra
- Mike Melvoin – tastiera, sintetizzatore, pianoforte, Fender Rhodes
- Michael Boddicker – tastiera, programmazione, sintetizzatore, pianoforte, Fender Rhodes
- Scotty Edwards, Jim Hughart, Hugh Bullen – basso
- Ed Greene, Hal Blaine – batteria

In Amarsi un po’, Sì, viaggiare e Questione di cellule sono state utilizzate alcune parti di basi registrate in Italia (Il Mulino, settembre 1976), suonate da:
- Lucio Battisti – voce, chitarra
- Ivan Graziani – chitarre
- Hugh Bullen – basso
- Walter Calloni – batteria
- Claudio Maioli – tastiera